# K-3D
K-3D — программное обеспечение, система 3D-моделирования и компьютерной анимации.
Является полнофункциональным и мощным редактором для создания анимированных 3D моделей. Программа включает в себя много шаблонов и моделей, а также может расширять свои возможности моделирования с помощью установки различных плагинов.
Распространяется под лицензией GPL, программа бесплатна для персонального и коммерческого использования.
В 2009 году журнал Компьютерра рассматривал систему как альтернативу профессиональным пакетам.

## Разработка
Система K-3D основана на коммерческой разработке Equus-3D, автор Тим Шид (англ. Timothy M. Shead), 1994 год. В 1999 система была опубликована под лицензией GNU, и приобрела своё нынешнее название.
Исходные тексты программы размещены на сервере SourceForge.

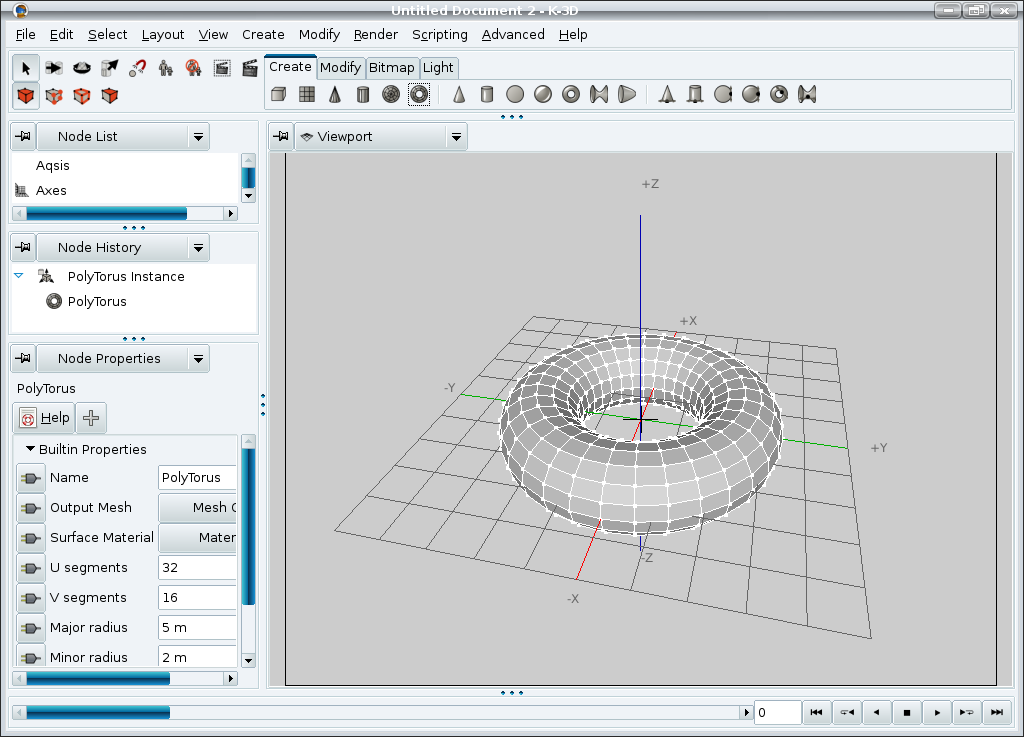
K-3D

## Особенности программы
- Приложение осуществляет весь спектр операций с трехмерными объектами, начиная от собственно моделирования и заканчивая созданием анимации.
- Позволяет активно работать с камерой — панорамирование, наклон, масштабирование.
- Поддержка булевых операций моделирования с использованием библиотеки GTS.
- Набор геометрических примитивов — конус, круг, труба, цилиндр, диск, сетка, параболоид, многогранник, сфера, тор.
- Поддерживает несколько типов геометрии — включая полигональные модели, моделирование в режиме subdivision, кривые Безье, поверхности NURBS.
- Поддерживает форматы OBJ, GTS и RAW, а также работает с графическими файлами JPEG, PNG, TIFF и BMP формата.
- Поддерживает работу с текстом FreeType2.
- В наличии встроенная интерактивная обучающая система, позволяющая быстро научиться основам работы с программой. Дополнительные уроки можно создавать самостоятельно и делиться ими с сообществом.
- Предоставляет возможность написания скриптов с использованием Python и встроенного минималистического скриптового движка — K3DScript (для написания макросов и создания собственных обучающих руководств).
- Имеет несколько режимов просмотра сцен, расширенные возможности по выделению объектов и групп.
- K-3D создавался как кросс-платформенное приложение, работает под GNU/Linux, Mac OS X, FreeBSD, Microsoft Windows и другими системами.